# Buteo albicaudatus
Buteo albicaudatus là một loài chim săn mồi được tìm thấy ở các môi trường sống nhiệt đới hoặc cận nhiệt đới khắp châu Mỹ. Chúng có thể dài tới 44–60 cm (17–24 in) và sải cánh dài 118–143 cm (46–56 in). Trọng lượng là 880–1.240 g (1,94–2,73 lb) đã được ghi nhận ở phân loài B. a. hysopodius và 865–1.010 g (1,907–2,227 lb) ở B. a. colonus. Theo kích thước chuẩn, chiều dài hai đầu cánh là 39–46,2 cm (15,4–18,2 in), đuôi dài 19,4–22 cm (7,6–8,7 in) và xương trụ chân 8–9,2 cm (3,1–3,6 in). 
Loài này có ba phân loài.